# 진천규
진천규는 대한민국의 언론인이다. 국적은 대한민국이고 미국 영주권자이다. 한겨레 사진기자 출신으로 2001년 미국으로 이민을 가서 <미주한국일보> 등에서 활동했다. 스스로 '평양순회특파원'이라고 이름을 붙여 조선민주주의인민공화국을 여러 차례 취재한 경력을 인정받아 2018년 9월 '통일TV' 준비위원회 위원장에 임명되었다. 2020년 현재 <통일TV> 발행인이다.

## 저서
- 《평양의 시간은 서울의 시간과 함께 흐른다》. 타커스. 2018년. ISBN 9788998658540